# Brunettia vivax
Brunettia vivax är en tvåvingeart som beskrevs av Duckhouse 1966. Brunettia vivax ingår i släktet Brunettia och familjen fjärilsmyggor. Inga underarter finns listade i Catalogue of Life.